# Генріх II де Лонгвіль
Генріх II де Лонгвіль (фр. Henri II d'Orléans-Longueville; 6 квітня 1595 — 11 травня 1663) — принц крові, 8-й герцог де Лонгвіль, 12-й граф Невшатель, дипломат, військовий та політичний діяч Французького королівства.

## Життєпис
Походив з Орлеанського дому, гілки де Лонгвіль. Син Генріха I де Лонгвіля, коннетабля Франції, та Катерини Гонзага-Невер. Народився 1595 року. Через 2 дні при облозі Ам'єну загинув його батько. Виховувався матір'ю при дворі свого хресного — короля Генріха IV Бурбона. 1617 року брав участьу змові проти впливового сановника Кончіно Кончіні. Того ж року одружився з донькою Карла де Бурбона, графа Суассон. завдяки отрмианому посагу зумів погасити свої значні борги. Невдовзі призначений губернатором Пікардії. У 1619 року обміняв цю посаду на посаду нормандського губернатора.
1620 року приєднався до заколоту Марії Медічі. Після затвердження Ам'єнського миру був відсторонений від посади губернатора Нормандії. 1637 року помирає його дружина. З 1637 року брав участь у Тридцятилітній війні, відзначившись в Лотарингії, Ельзасі, у 1639 році — на Рейні і 1641 — в П'ємонті.
1642 року оженився на представниці роду де Конде. 1643 року за заповітом померлого короля Людовика XIII повинен був стати членом регентської ради при малому королі Людовикові XIV. Проте через наполягання королеви Анни Австрійської — Паризький парламент касирував заповіт, викресливши де Лонгвіль зі складу регентської ради.
У 1645 році очолював французьку делегацію під час попередних перемовин в Мюнстері. Водночас від імені графства Невшатель уклав союз з низкою кантонів Швейцарії, спрямований проти Священної Римської імперії. 1648 року брав участь в підписанні Вестфальського миру. За умовами миру Невшатель було визнано суверенною державою, незалежною від імператора Священної Римської імперії.
1649 року брав участь у так званній Фронді принципів. Намагався взяти під контроль Нормандію, проте без успіху. 18 січня 1650 року за наказом кардинала Мазаріні герцога де Лонгвіля було арештовано та запроторено до Венсенського замку. 28 вересня того ж року разом з іншими переправлено до Гавру. 1651 року під тиском Фронди звільнено. Всиновив сина дружини від коханця де Ларошфуко — Шарля-Паріса. Сам також мав дитину від коханки.
1653 року замирився з Мазаріні та королівським двором. З цього часу фактично відійшов від політичного життя, але повернув собі посаду губернатора Нормандії. Помер в Руані 1663 року.

## Родина
1. Дружина — Луїза, донька Карла де Конде-Суассон
Діти:
- Марія (1625—1707), дружина Генріха Савойського, герцога де Немур
- Луїза (1626—1628)
- невідома (1634)

2. Дружина — Анна Женев'єва, донька Генріха II де Конде
Діти:
- Шарлотта-Луїза (1644—1645)
- Жан-Луї (1646—1694), 9-й герцог де Лонгвіль
- Марія-Габріела (1646—1650)
- Шарль-Паріс (1649—1672), граф Дюнуаі Сен-Поль

1 бастард